# Piotr Rowicki (piłkarz)
Piotr Rowicki (ur. 19 czerwca 1970 w Warszawie) – polski piłkarz, grający na pozycji pomocnika.

## Sukcesy
- 1989/1990 Puchar Polski (Legia Warszawa)
- 1995/1996 Puchar Polski (Ruch Chorzów)